# Avast Antivirus
Avast Antivirus ist eine Reihe von Antivirenprogrammen für Microsoft Windows, Android und macOS. Hersteller ist das US-amerikanische sowie britische Softwareunternehmen Avast PLC.

## Geschichte
Pavel Baudiš, ein Wissenschaftler des Instituts für mathematische Maschinen in Prag, entdeckte im Jahr 1988 den Viennavirus und schrieb ein Programm, das den Virus entfernen konnte. Mit seinem Kollegen Eduard Kučera gründete er die Alwil Software Genossenschaft und wandelte sie 1991, nachdem der politische Wandel durch die Samtene Revolution dazu die Möglichkeit eröffnete, in eine Personengesellschaft um.
Ondrej Vlček stieß im Jahr 1995 dazu und schrieb das erste Antivirenprogramm für Windows 95. 1996 gewann Avast Antivirus den „VB100-Award“ des Virus Bulletin Magazin in allen getesteten Kategorien. Bis 2002 stieg die Nutzerzahl auf eine Million an, vor allem durch die ab 2001 erhältliche kostenfreie Version für Privatnutzer. Bis Ende 2006 steigerte sich die Zahl auf 20 Millionen und die Software wurde im gleichen Jahr mit den „SC Awards“ ausgezeichnet, in den Kategorien „Best Antivirus, Anti-Malware“ (Europa) und „Readers’ Choice“ (USA). Als sich Alwil 2006 in eine Aktiengesellschaft wandelte, hatte Avast Antivirus bereits 40 Millionen Nutzer.
Im Jahr 2010 übernahm das Unternehmen den Namen seines Antivirus-Programms und firmierte von Alwil Software in Avast Software um. Um das Kernprodukt entstanden in den folgenden zwei Jahren Ableger für Firmenkunden als „Business Protection Line“ und eine für mobile Geräte entwickelte „Avast Free Mobile Security“. Auf der Plattform Download.com war Avast Free Antivirus die am häufigsten heruntergeladene Software des Jahres 2012 und 2013 wurden mehr als 200 Mio. PCs, Macs und Android-Geräte durch die Avast Programme geschützt.

## Name
Avast war ursprünglich eine Abkürzung für Anti-Virus Advanced Set. Das Akronym spielt aber mit seiner Ähnlichkeit zu einem Ausdruck, der auf den Ausruf „houd vast!“ niederländischer Seeleute zurückgeht, welcher so viel wie „Festhalten!“ bedeutet. Dies wurde als passende Bezeichnung für das Programm erachtet, da der Ausruf zugleich auch als „Stopp!“ verstanden werden kann. Daher rührt auch das Ausrufezeichen.

## Versionen und Funktionen
Die kostenlose Version für die private, nichtgewerbliche Nutzung bietet fast alle Funktionen, die auch in der kommerziellen Version verfügbar sind.
Die Anwendung arbeitet als residenter Provider, also als Hintergrundprozess, der bearbeitete Daten nach Malware durchsucht. Durch die Aufteilung in acht Teilprozesse (Dateisystem-, Mail-, Web-Schutz, P2P-, IM-, Netzwerk-, Skript- und Verhaltens-Schutz) können diese nach Bedarf einzeln aktiviert und deaktiviert werden.
Avast für Windows verfügt über eine sogenannte inkrementelle Update-Funktion, die nach neuen Programmversionen und Vireninformationen sucht und nur die Dateien herunterlädt, die in der eigenen Installation noch nicht enthalten sind. So kann die Dauer des automatisch und im Hintergrund ablaufenden Updates verkürzt werden.

### Avast Free Antivirus
Die Nutzung ist für den privaten, nicht kommerziellen Einsatz kostenlos. Nutzer von Avast Home (Version 4) beziehungsweise Avast Free Antivirus (Version 5 bis 12) mussten sich nach einem Testzeitraum von 30 Tagen durch Angabe ihres Namens und einer E-Mail-Adresse registrieren. Alle 12 Monate musste die Registrierung erneut durchgeführt werden, um das Produkt weiter nutzen zu können. Bei Version 17 des Avast Free Antivirus ist diese Verpflichtung ab Juli 2017 weggefallen.
- Echtzeit-Schutz
  - Dateisystem-Schutz (prüft alle Lese- und Schreibzugriffe)
  - Web-Schutz (richtet einen lokalen Proxy-Server ein und prüft den Web-Verkehr)
  - Mail-Schutz (überprüft E-Mails bei Ein- und Ausgang auf Schadsoftware)
  - Netzwerk-Schutz (blockiert schädliche URLs bei Aufruf)
  - P2P-Schutz (schützt bei Verwendung von Peer-to-Peer-Programmen)
  - IM-Schutz (schützt bei Verwendung von Instant-Messengern)
  - Verhaltens-Schutz (erkennt unbekannte Bedrohungen anhand ihres Verhaltens)
  - Skript-Schutz (schützt vor bösartigen Skripts in Websites)
  - Anti-Phishing
- Echtzeit-Anti-Rootkit-Schutz
- Anti-Spyware-Schutz (Schutz vor Spähsoftware)
- Selbstschutzfunktion (verhindert Manipulation des Antivirusprogramms durch Malware)
- Erkennung von potenziell unerwünschten Programmen
- Avast AutoSandbox (verdächtige Programme können in einer geschützten Umgebung ausgeführt werden)
- Avast Online Security (weist beim Aufrufen einer Website auf deren Seriosität hin, vergleichbar mit WOT)
- URL-Blockierung (blockiert auf Wunsch vorher vom Nutzer definierte URLs)
- Software Updater zeigt veraltete installierte Programme an
- Avast Browser Cleanup (Entfernt unerwünschte Browser Add-ons)
- Spielemodus (Verbessert die PC-Leistung beim Ausführen von Spielen)
- WLAN-Inspektor (Scannt das Netzwerk auf Schwachstellen und erkennt mögliche Sicherheitsrisiken)
- Avast Passwörter (Passwort-Manager)
- Startzeit-Prüfung (Prüfung auf Bedrohungen vor Ausführung des Betriebssystems)
- Avast Rettungs-Medium
- CyberCapture (Analysiert seltene, verdächtige Dateien)
- Anti-Exploit (Schutz gegen Exploits, Shellcode etc.)
- Avast Secure Browser
- UEFI-Scan
- Schutz vor Botnet-Attacken
- Ransomware-Schutz

### Nicht mehr weiterentwickelte Programme (Avast Pro, Internet Security, Omni, Family Space und Passwords)
Im Jahre 2019 hat Avast entschieden, alle zahlungspflichtigen Module unter einem Paket, Avast Premium Security (siehe dort), zusammenzufassen. Seitdem wurde Avast Internet Security nicht mehr auf der Website zum Download angeboten. Im Juli 2020 gab Avast bekannt, dass auch Avast Pro nicht mehr weiterentwickelt werde. Registrierte Internet-Security- oder Pro-Anwender erhielten beim Update auf Version 20.5 ohne Aufpreis die neue Version von Avast Premium Security.
Avast Pro Antivirus

(zusätzlich zu den Funktionen Avast Free Antivirus)

- Command-Line Scanner
- Avast Sandbox
- Avast SafeZone
- Real Site (Schutz vor DNS-Hijacking)
- Darf für kommerzielle Zwecke verwendet werden
- Kann in Deutsch und zusätzlich in 43 weiteren Sprachen verwendet werden[5]

Avast Internet Security

(zusätzlich zu den Funktionen von Avast Pro Antivirus)

- Firewall
- Spam-Schutz
- Ransomware-Schutz
- Schutz für sensible Daten

Avast Omni
Avast Omni war ein Sicherheitssystem, bestehend aus einer Software-App und einer Hardwarekomponente, dem Avast Omni hub, den man über den LAN-Port (Ethernet) des Routers in sein Heimnetzwerk integrierte. Es überwachte alle an das hauseigene WLAN-Netz angeschlossene Geräte und gibt bei entdeckten Cyber-Bedrohungen eine Warnung aus. Es schützte auch Computer, Tablets und Handys vor Hackern und Schadsoftware. Ferner verfügte es über eine Internet-Kindersicherung (Blockieren von ungeeigneten Inhalten und Apps, Zeitlimit oder zeitweilige Sperre für das Internet-Surfen) und eine Offline-Kinderschutzfunktion (Geo-Location-Service zum Feststellen des Aufenthaltsortes der Kinder; Alarmmeldungen, wenn sie einen bestimmten Ort verlassen oder betreten [z. B. Zuhause, Schule], Bericht über den Akkustand der Kinderhandys).
Avast Omni wurde seit seiner Ankündigung am 14. März 2019 nur in den USA angeboten. Auf der Avast-Website wurde es nur angezeigt, wenn deren Regions/Sprachen-Einstellung auf "United States (English)" stand. Da man zur vollen Nutzung der Software die Hardwarekomponente benötigte, wäre es sinnlos gewesen, den Installer von einem anderen Land aus herunterzuladen.
Am 10. Dezember 2021 verkündete Avast die Entscheidung, Avast Omni nicht mehr weiterzuentwickeln, um sich auf die Entwicklung der anderen Produkte konzentrieren zu können.
Avast Family Space
Die bei Avast Omni erwähnten Online- und Offline-Kinderschutzfunktionen waren auch in einer gesonderten App, "Avast Family Space", (für Android und iPhone) verfügbar. Anders als das gesamte Avast-Omni-Paket, das nur in den USA erhältlich war, wurde diese App auch für Nutzer aus einigen anderen Ländern angeboten (Kanada, Deutschland, Frankreich, Großbritannien und Spanien). Für die Anzeige der App auf der Avast-Website musste deren Spracheneinstellung bei USA und Kanada auf Englisch (nicht auf Spanisch bzw. Französisch) stehen.
Auch diese Produkt wird nicht mehr weiterentwickelt.
Avast Passwords
Dies war ein Passwort-Manager. In der kostenpflichtigen Premium-Version überwachte er auch das Internet und warnte den Nutzer, wenn eine Website gehackt worden war und seine Konten in Gefahr waren. Nun ist eine Funktion zum Managen der Passwörter in Avast Premium Security und Avast Secure Browser integriert.

### Avast Premium Security (früher: Avast Premier)
(zusätzlich zu den Funktionen Avast Internet Security)
- Datenshredder
- Software Updater aktualisiert automatisch installierte Programme
- Webcam-Schutz
- Passwort-Schutz für Browser
- Schutz gegen Fernzugriff (Remote Access Shield)
- Warnungen über gehackte Konten

### Avast Ultimate
(zusätzlich zu den Funktionen von Avast Premium Security Antivirus)
- Avast SecureLine (VPN)
- Avast Cleanup Premium
- Avast Passwörter Premium
- Avast AntiTrack Premium

### Avast Mobile Security
Im Februar 2012 hat Avast Software eine kostenlose Sicherheitslösung für Smartphones mit Android-Betriebssystem veröffentlicht. Von der Fachzeitschrift PC-Welt wurde der Software gute Qualität bescheinigt. Heise Security hat bei Tests im Jahre 2014 mit der Software erhebliche Probleme mit dem Datenschutz festgestellt.

## Weitere Avast-Programme

### Avast Secure Browser
Ein kostenloser Internet-Browser mit vielen Schutzoptionen.

#### Avast Secure Browser PRO
Am 23. Juli 2021 kündigte Avast eine verbesserte Version des Avast Secure Browsers an. Diese enthält eine eingebaute VPN-Funktion und bessere Internet-Schutz- und Beschleunigungsfunktionen. Sie ist kostenpflichtig (30 Tage Probezeit, es gibt Abonnements für 5 Geräte mit einer Geltungsdauer von 1 Monat, 1 Jahr oder 2 Jahren).

### Avast SecureLine VPN
Verschlüsselt die Internetverbindung für Privatsphäre.

### Avast Driver Updater
Sucht auf dem Computer nach veralteten Treibern und lädt nach der Registrierung die neuen Treiberversionen auf Wunsch auch herunter.
Außerdem hat er (auch in der unregistrierten Version funktionierende) Funktionen zur Sicherung und Wiederherstellung der auf dem Computer befindlichen Treiber.

### Avast AntiTrack Premium
Schützt vor Tracking. Auf der Website wird ein kostenloser Scan angeboten.

### Avast BreachGuard
Schützt persönliche Informationen im Internet vor Datenlecks und vor Erfassung durch Dritte.

### Avast Cleanup Premium
Bereinigt, beschleunigt und optimiert den Computer, aktualisiert Apps und behebt Computerprobleme.

### Avast Battery Saver
Verringert auf Laptops bei Bedarf die CPU-Leistung und schaltet Bluetooth, WLAN und Festplatten aus, wenn sie nicht gebraucht werden, um die Akku-Laufzeit zu erhöhen.

## Noch nicht überall verfügbare Avast-Produkte

### Avast One
Am 20. August 2021 kündigte Avast in seinem Forum ein neues Produkt an: Avast One. Dieses ist eine Kombination aus Virenschutz, VPN, Online-Tracking-Schutz, Passwortschutz und Tools zur Verbesserung der PC-Leistung. Es ist als Gratis-Grundversion und als Bezahlversion mit mehr Optionen verfügbar.
Die jetzige Version kann nicht zusammen mit anderen Avast-Produkten (AV, VPN, Cleanup, AntiTrack etc.) auf demselben Gerät laufen, so dass man diese gegebenenfalls vorher deinstallieren muss.
Avast One wird zurzeit nur in 11 Ländern angeboten (Deutschland, Österreich, Schweiz, Frankreich, Großbritannien, Irland, Niederlande, USA, Kanada, Australien und Neuseeland). Auf der Avast-Produktwebsite wird es nur angezeigt, wenn eines dieser Länder eingestellt ist. Bei USA und muss zudem als Sprache Englisch und nicht Spanisch eingestellt sein.

## Entwicklungshistorie
| (Haupt)-Version | Datum | Beschreibung |
| --------------- | ----- | --- |
| ?               | ?     | - |
| 4.0             | 2003  | Ab Version 4.8 im Jahr 2008 beinhaltet der Virenscanner einen Rootkit-Scanner sowie einen Spyware-Blocker. Beide Schutzmechanismen sind vom Benutzer nicht konfigurierbar, sie sind in den Einstellungen deaktivierbar. |
| 5.0             | 2009  | Neue Benutzeroberfläche und ein Verhaltensblocker. Seit dieser Version, welche Windows 98 nicht mehr unterstützt, gibt es die kostenpflichtige Version „Internet Security“ mit einer Firewall und einer Sandbox. |
| 6.0             | 2011  | Die Gratisversion enthält jetzt zusätzlich eine Auto-Sandbox, ein Browser-Plug-in für Internet Explorer, Firefox, Google Chrome (ab Version 6.0.1091) und einen Skript-Blocker. |
| 7.0             | 2012  | Ab Version 7 enthält Avast „hybride Updates“, also eine Kombination aus herkömmlichen Signaturupdates und sogenannten „Streaming-Updates“, bei denen eine permanente Verbindung zu den Avast-Servern besteht, die die Updates direkt an die Installationen senden. Außerdem wurde eine Funktion namens FileRep eingefügt, die die Verbreitung von ausführbaren Dateien mithilfe einer Datenbank feststellt, um so Rückschlüsse auf ihre Bösartigkeit zu ziehen. Auch eine Fernunterstützung wurde eingefügt, die es ermöglicht, anderen Personen bei Problem zu helfen. Des Weiteren unterstützt das WebRep-Plugin jetzt auch die beiden Webbrowser Opera und Safari. Es besteht nun die Möglichkeit, ein Avast Konto anzulegen, mit dem sich mehrere Avast-Installationen auf anderen Computern aus der Ferne administrieren lassen. |
| 8.0             | 2013  | In Avast 8 wurde die Benutzeroberfläche überarbeitet und eine Komponente hinzugefügt, die veraltete Programme aktualisiert. |
| 2014            | 2013  | KI-gesteuerten DynaGen-Technologie; Avast SecureLine VPN, ein Virtual Private Network zur Verschlüsselung und Anonymisierung von Webaktivitäten und Avast GrimeFighter zur Optimierung/Beschleunigung |
| 2015            | 2014  | Vier neue Funktionen: Heimnetzwerk-Sicherheit, Sicheres DNS, HTTPS Scanning, and Smart-Scan |
| 2016 bzw. 11    | 2015  | Vereinfachte Benutzeroberfläche, Verbesserung der Performance. |
| 12              | 2016  | Die in Avast 7 eingeführte Fernunterstützung wurde kommentarlos sowohl aus der freien wie auch aus der kostenpflichtigen Pro-Version der Software entfernt. Eine Enttäuschung für diejenigen Kunden, die auf diese Funktion vertraut und für die Zukunft mit ihrer Weiterentwicklung gerechnet hatten. |
| 17              | 2017  | Sprung der (Haupt-)Versionsnummer von 12 auf 17 mit Einführung eines neuen Designs. Ab dieser Version ein- oder zweimal pro Monat kleinere Updates, gekennzeichnet als 17.[Monatsnummer].x. |
| 18              | 2018  | Optimierung des Scans von heruntergeladenen ausführbaren Dateien (.exe) sowie ein neues Modul: Anti-Exploit. |
| 19              | 2019  | Erste reine 64-Bit Version. Einstellungen überarbeitet. Die Version ist nicht mehr mit Windows XP und Vista Betriebssystemen kompatibel. |
| 20              | 2020  | Sicherheits-Statistiken, Schutz vor Botnet-Attacken, neuer Firewall Treiber und Passwort-Schutz für Browser. Ab 20.5: Schutz gegen Fernzugriff (Remote Access Shield), Ransomware-Schutz in Avast Free. |
| 21              | 2021  | Neue Funktion: Warnungen über gehackte Konten. Neue Erkennungskategorie: Tools (Coinminer, Game Cheats und Key-Generatoren) |

| Legende: | Ältere Version; nicht mehr unterstützt | Ältere Version; noch unterstützt | Aktuelle Version | Aktuelle Vorabversion | Zukünftige Version |

## Kritik
Am 2. Dezember 2019 entschied sich die Mozilla Foundation als Hersteller des Firefox-Browsers, sowohl Avast Online Security als auch AVG Online Security aus dem Add-on-Katalog zu entfernen. Das Newsportal gHacks Tech News berichtete dazu, der Hersteller von Adblock Plus habe festgestellt, dass die Add-ons weitaus mehr Informationen aus der Verlaufshistorie des Browsers an Avast versenden, als für ihre Funktion notwendig wäre. Avast und Mozilla seien nun im Gespräch zur Frage, ob diese Add-ons wieder in den Katalog aufgenommen werden oder stattdessen von Mozilla auf die Liste der blockierten Anwendungen gesetzt werden.
Avast erklärte in einer Stellungnahme am 4. Dezember 2019, dass die Erweiterungen den Surf-Verlauf des Nutzers erfassen müssten, um diesen vor Attacken schützen zu können. Dies geschehe ohne die Identität des Benutzers zu erfassen oder zu speichern. Aktualisierte Versionen, die allen neuen von Mozilla an Erweiterungen gestellten Anforderungen „vollständig entsprechen und transparent sind“, sollen in naher Zukunft „wie gewohnt im Mozilla Store erhältlich sein“. Im Verzeichnis für den Google-Chrome-Browser blieben die Avast- und AVG-Add-ons durchgehend gelistet.
Im Januar 2020 wurde bekannt, dass Avast über Jumpshot, einen Teil der Avast-Gruppe, Browser-Daten von Nutzern in größerem Umfang an andere Firmen weiterverkaufte, darunter an Google, Microsoft oder McKinsey. Weitergegebene Daten waren beispielsweise Google-Suchanfragen, Angaben zu geladenen YouTube-Videos, GPS-Daten von Google Maps sowie besuchte Porno-Seiten, jedoch keine personenbezogenen Daten.
Nach Zurückweisung der Beschwerde von Avast durch die Kontrollinstanz ist die Geldbuße der zuständigen tschechischen Datenschutzbehörde in Höhe von 13,9 Millionen Euro zahlen (351 Millionen Tschechische Kronen) seit dem 10. April 2024 rechtskräftig. Avast habe mit dem Verkauf von pseudonymiserten Browserverläufen, verbunden mit einer eindeutigen Nutzer-ID, falsch über die genannten Datenübermittlungen informiert und behauptet, diese seien anonymisiert gewesen. Die Aufsicht sieht Artikel 6 und 13 der DSGVO verletzt; Avast hätte dadurch die explizite Zustimmung der Nutzer einholen müssen.